# Matic Kotnik
Matic Kotnik (Slovenj Gradec, 23 luglio 1990) è un calciatore sloveno, portiere del Pischelsdorf.

## Carriera

### Club
Ha giocato nella prima divisione dei campionati sloveno e greco.
Il 24 settembre 2020 viene acquistato dal Brescia. A fine anno non rinnova il contratto in scadenza con le Rondinelle, chiudendo la sua esperienza italiana con una sola presenza in Coppa Italia.
Il 7 giugno 2021 viene ufficializzato il suo ritorno in Grecia, dove firma un contratto di due stagioni con il Volo.

### Nazionale
Ha giocato nella nazionale slovena Under-19.

## Statistiche

### Presenze e reti nei club
Statistiche aggiornate al 7 giugno 2021.
| Stagione         | Squadra          | Campionato       | Campionato | Campionato | Coppe nazionali | Coppe nazionali | Coppe nazionali | Coppe continentali | Coppe continentali | Coppe continentali | Altre coppe | Altre coppe | Altre coppe | Totale | Totale |
| Stagione         | Squadra          | Comp             | Pres       | Reti       | Comp            | Pres            | Reti            | Comp               | Pres               | Reti               | Comp        | Pres        | Reti        | Pres   | Reti   |
| ---------------- | ---------------- | ---------------- | ---------- | ---------- | --------------- | --------------- | --------------- | ------------------ | ------------------ | ------------------ | ----------- | ----------- | ----------- | ------ | ------ |
| 2009-2010        | Celje            | 1.SNL            | 0          | 0          | CS              | 0               | 0               | -                  | -                  | -                  | -           | -           | -           | 0      | 0      |
| 2010-gen. 2011   | Celje            | 1.SNL            | 0          | 0          | CS              | 0               | 0               | -                  | -                  | -                  | -           | -           | -           | 0      | 0      |
| gen.-giu. 2011   | Dravinja         | 2.SNL            | 12         | -9         | CS              | -               | -               | -                  | -                  | -                  | -           | -           | -           | 12     | -9     |
| 2011-2012        | Celje            | 1.SNL            | 14         | -23        | CS              | 4               | -4              | -                  | -                  | -                  | -           | -           | -           | 18     | -27    |
| 2012-2013        | Celje            | 1.SNL            | 36         | -39        | CS              | 6               | -2              | UEL                | 2                  | -2                 | -           | -           | -           | 44     | -43    |
| 2013-2014        | Celje            | 1.SNL            | 29         | -46        | CS              | 3               | -7              | UEL                | 2                  | -3                 | -           | -           | -           | 34     | -56    |
| 2014-2015        | Celje            | 1.SNL            | 31         | -25        | CS              | 6               | -7              | -                  | -                  | -                  | -           | -           | -           | 37     | -32    |
| 2015-2016        | Celje            | 1.SNL            | 26         | -25        | CS              | 1               | -2              | UEL                | 2                  | -4                 | -           | -           | -           | 29     | -31    |
| 2016-2017        | Celje            | 1.SNL            | 21         | -25        | CS              | 0               | 0               | -                  | -                  | -                  | -           | -           | -           | 21     | -25    |
| Totale Celje     | Totale Celje     | Totale Celje     | 157        | -183       |                 | 20              | -22             |                    | 6                  | -9                 |             | -           | -           | 183    | -214   |
| 2017-2018        | Paniōnios        | SL               | 27         | -27        | CG              | 6               | -8              | UEL                | 4                  | -4                 | -           | -           | -           | 37     | -39    |
| 2018-2019        | Paniōnios        | SL               | 18         | -21        | CG              | 3               | -5              | -                  | -                  | -                  | -           | -           | -           | 21     | -26    |
| 2019-2020        | Paniōnios        | SL               | 15+7       | -22 + -3   | CG              | 3               | -1              | -                  | -                  | -                  | -           | -           | -           | 25     | -26    |
| Totale Paniōnios | Totale Paniōnios | Totale Paniōnios | 60+7       | -70 + -3   |                 | 12              | -14             |                    | 4                  | -4                 |             | -           | -           | 83     | -91    |
| 2020-2021        | Brescia          | B                | 0          | 0          | CI              | 1               | 0               | -                  | -                  | -                  | -           | -           | -           | 1      | 0      |
| Totale carriera  | Totale carriera  | Totale carriera  | 229+7      | -262 + -3  |                 | 33              | -36             |                    | 10                 | -13                |             | -           | -           | 278    | -314   |